# William Cameron Menzies
William Cameron Menzies (ur. 29 lipca 1896 w New Haven, zm. 5 marca 1957 w Los Angeles) – amerykański scenograf i reżyser filmowy, trzykrotny laureat Oscara za najlepszą scenografię, pomysłodawca stylu barokowego w scenografii hollywoodzkiej.
W swojej pracy inspirował się między innymi niemieckim ekspresjonizmem filmowym, ilustracjami Maxfielda Parrisha i Kaya Nielsona.

## Życiorys
Studiował na Uniwersytecie Yale i Uniwersytecie Edynburskim. W czasie I wojny światowej służył w Armii USA. Uczęszczał do Art Students League w Nowym Jorku.
W filmowej scenografii i efektach specjalnych pracował od lat 20. XX wieku, początkowo dla firmy Famous Players-Lasky. Od lat 30. pracował także jako reżyser.
Jest laureatem Oscara za scenografię do filmów Gołębica i Burza w 1928, Przeminęło z wiatrem w 1939 oraz Oscara honorowego w tym samym roku.
Był żonaty z Mignon Menzies; miał dwie córki: Jane i Suzanne.

## Filmografia

### Scenografia i dyrekcja artystyczna
- Naulahka (1918)
- Niewinna (1918)
- Świadek obrony (1919)
- A Society Exile (1919)
- The Deep Purple (1920)
- The Oath (1921)
- Serenade (1921)
- Trzej muszkieterowie (1921)
- Kindred of the Dust (1922)
- Robin Hood (1922)
- Rosita (1923)
- Złodziej z Bagdadu (1924)
- The Lady (1925)
- Jej siostra z Paryża (1925)
- Orzeł (1925)
- Kobra (1925)
- What Price Beauty? (1925)
- Graustark (1925)
- Anioł ciemności (1925)
- Wędrowiec (1926)
- Kiki (1926)
- The Bat (1926)
- Syn szejka (1926)
- Fig Leaves (1926)
- Ukochany łajdak (1927)
- Dama kameliowa (1927)
- Awantura arabska (1927)
- Sorrell i syn (1927)
- Gołębica (1927)
- Sadie Tomphson (1928)
- Fanfary miłości (1928)
- Burza (1928)
- The Garden of Eden (1928)
- The Woman Disputed (1928)
- The Awakening (1928)
- The Loves of Zero (1928)
- Żelazna maska (1929)
- The Rescue (1929)
- Lady of the Pavements (1929)
- Alibi (1929)
- Skazaniec (1929)
- Kokietka (1929)
- Three Live Ghosts (1929)
- Poskromienie złośnicy (1929)
- Bulldog Drummond (1929)
- Nowojorskie noce (1929)
- Abraham Lincoln (1930)
- The Bad One (1930)
- Be Yourself! (1930)
- Puttin' on the Ritz (1930)
- The Lottery Bride (1930)
- Raffles (1930)
- Lummox (1930)
- Madame Du Barry (1930)
- One Romantic Night (1930)
- Reaching for the Moon (1931)
- Always Goodbye (1931)
- Trick for Trick (1933)
- Alicja w Krainie Czarów (1933)
- Kawalkada (1933)
- Rzeczy, które nadejdą (1936)
- Przygody Tomka Sawyera (1938)
- The Young in Heart (1938)
- Intermezzo (1938)
- Stworzeni dla siebie (1938)
- Przeminęło z wiatrem (1939) (wyreżyserował też część tego filmu, w tym scenę pożaru Atlanty[3])
- Zagraniczny korespondent (1940)
- Nasze miasto (1940)
- Złodziej z Bagdadu (1940)
- Kings Row (1941)
- So Ends Our Night (1941)
- Diabeł i Pani Jones (1941)
- Duma Jankesów (1942)
- Mr. Lucky (1943)
- Komu bije dzwon (film) (1943)
- Address Unknown (1944)
- Ivy (1947)
- Łuk triumfalny (1948)
- Drums in the Deep South (1951)
- The Whip Hand (1951)
- Najeźdźcy z Marsa (1953)
- The Maze (1953)

### Reżyseria
- Always Goodbye (1931)
- Almost Married (1931)
- Chandu the Magician (1931)
- I Loved You Wednesday (1933)
- Wharf Angel (1934)
- Rzeczy, które nadejdą (1936)
- The Green Cockatoo (1937)
- Conquest of the Air (1940)
- Address Unknown (1944)
- Pojedynek w słońcu (1946, niewymieniony w napisach[1]
- Drums in the Deep South (1951)
- The Whip Hand (1951)
- Najeźdźcy z Marsa (1953)
- The Maze (1953)

## Nagrody
- Nagroda Akademii Filmowej Trzykrotny laureat